# 1. List do Tymoteusza
Pierwszy List do Tymoteusza (1 Tm) – z listów przypisywanych Pawłowi z Tarsu, znajdujący się w Nowym Testamencie. Zaliczany jest do tzw. trzech listów pasterskich. Przez współczesnych historyków uznawany jest za nieautentyczny, napisany już po śmierci apostoła.

## Kwestia autentyczności listu
Większość współczesnych badaczy (nie licząc grupy uczonych z kręgów konserwatywnych) zgadza się co do tego, że autorem listu nie był Paweł z Tarsu; wielu z nich jest ponadto przekonanych, że sam list powstał później, już po śmierci Apostoła. Pierwszy, systematyczny atak na autentyczność Pierwszego Listu do Tymoteusza przypuścił w 1807 roku niemiecki teolog protestancki Friedrich Schleiermacher. Wykazał on, że istnieją znaczące różnice językowe (dotyczące słownictwa oraz stylu) pomiędzy 1 Tm a pozostałymi dwoma listami pasterskimi. Zwrócił również uwagę, że 1 Tm zawiera niespójne z innymi źródłami informacje na temat życia Pawła.
Uczeni zwracają uwagę również na fakt, że Pierwszy List do Tymoteusza jest jedynym tekstem Nowego Testamentu, który zawiera wszystkie trzy terminy służące do opisu hierarchii kapłańskiej (tj. episkopoi, presbyteroi oraz diakonoi). Takie ustalenie słownictwa opisującego funkcje kościelne nastąpiło jednak później, już po śmierci Pawła.
Autorstwo listów Pawła do Tymoteusza kwestionowali także pisarze wczesnochrześcijańscy. Marcjon z Synopy, wielki zwolennik nauk Pawła oraz autor pierwszej chrześcijańskiej kompilacji tekstów, włączył do swojego Apostolikon jedynie dziesięć listów Pawła, pomijając wszystkie trzy listy pasterskie (których nie znał lub w których autentyczność wątpił). Z kolei Tacjan Syryjczyk uznał Pawłowe autorstwo Listu do Tytusa, ale odmówił go obu Listom do Tymoteusza.

## Struktura treści listu
- Adres (1 Tm 1,1–2)
- Troska o czystość nauki (1 Tm 1,3–11)
- Dziękczynienie za łaskę nawrócenia (1 Tm 1,12–17)
- Ponowienie nakazu (1 Tm 1,18–20)
- Zalecanie wspólnych modłów dla wszystkich (1 Tm 2,1–7)
- Zachowanie się mężczyzn i kobiet podczas modlitwy (1 Tm 2,8–15)
- Przymioty duchownych (1 Tm 3,1–13)
- Uzasadnienie nakazów – tajemnica Kościoła i Chrystusa (1 Tm 3,14–16)
- Przestroga przed błędnymi naukami (1 Tm 4,1–11)
- Jak zachować powagę pasterską? (1 Tm 4,12–16)
- Zalecenia ogólne (1 Tm 5,1–2)
- Sprawa wdów (1 Tm 5,3–16)
- Prezbiterzy (1 Tm 5,17–20)
- Różne zalecenia (1 Tm 5,21–25)
- Niewolnicy i panowie (1 Tm 6,1–2)
- Wady błędnowierców (1 Tm 6,3–10)
- Zachęta do wiernej służby (1 Tm 6,11–16)
- O właściwym użyciu bogactwa (1 Tm 6,17–19)
- Zakończenie (1 Tm 6,20–21)